# Luis Fernando Saura Martínez
Luis Fernando Saura Martínez   (Dolores, 12 d'agost de 1939 - Alacant, 26 d'octubre de 2000) fou un jurista valencià. Fou també Síndic de Greuges del País Valencià entre 1998 i 2000, i membre del Consell Jurídic Consultiu del País Valencià.
Luis Fernando Saura va iniciar la seua carrera professional com advocat després de llicenciar-se en dret per la Universitat de Múrcia en l'any 1976 i doctorar-se en la mateixa uns anys després. En 1986 va aconseguir la plaça de professor titular de Dret Civil de la Universitat d'Alacant. En 1992 va ser nomenat Magistrat Suplent de l'Audiència Provincial d'Alacant, passant, en 1995, a ser adscrit amb caràcter permanent a la Secció 4a d'aquesta Audiència Provincial.
Al marge de la seva carrera acadèmica, també va exercir com advocat dels Col·legis de Madrid, València, Alacant, Alcoi, Elx i Oriola.
L'abril del 1996 va ser nomenat conseller del Consell Jurídic Consultiu de la Comunitat Valenciana, càrrec que va ocupar fins que va ser nomenat per les Corts Valencianes Síndic de Greuges el 2 de setembre de 1998. Càrrec que ocupà fins a la seva defunció, de manera inesperada, el 26 d'octubre de 2000.